# Galerius római császár
Galerius Maximianus, általánosan elterjedt néven Galerius császár (Gamzigrad, 260 körül – Nicomedia, 311. május 5.) teljes nevén Caius Galerius Valerius Maximianus, római császár, azaz augustus 305-től 311-ig.

## Élete, uralkodása
Dacia Aureliana fővárosa, Serdica közelében született. Eredetileg apja foglalkozását követve pásztor volt, innen kapta az Armentarius vezetéknevet (a latin armentum szóból). Aurelianus és Probus parancsnoksága alatt szolgált katonaként, majd 293-ban a tetrarchia létrehozásakor Constantius Chlorus és ő kapták a caesari rangot. Ekkor vette el Diocletianus lányát, Valeriát feleségül (akit később Galeria Valeriaként emlegetnek a források), és ugyanakkor megkapta az Illyricum provincia feletti uralmat.
296-ban a perzsa háború kezdetekor a Duna mellől az Eufráteszhez vezényelték át. Első hadjárata megsemmisítő vereséggel végződött Callinicum mellett, és ez a vereség Mezopotámia elvesztését jelentette a birodalom számára. Azonban 297-ben átkelt az armeniai hegyeken és döntő győzelmet ért el Narses felett, rengeteg hadizsákmányt szerezve, beleértve Narses háremét is. Kihasználva a helyzeti előnyét bevette Ktésziphón (Ctesiphon) városát és 298-ban Narses békét kért. Mezopotámia újra római fennhatóság alá került és a birodalom még további területeket is szerzett a Tigris keleti partján. Ez volt a Római Birodalom valaha elért legnagyobb kiterjedése keleten.
Diocletianus uralkodása alatt a keresztények sokáig békében élhettek a birodalomban. A keresztényüldözések a 303. február 24-én kiadott ediktummal kezdődtek, amit a keresztények Galerius megnövekedett befolyásának tulajdonítottak. A keresztény gyülekezetek házait lerombolták, mert a titkos gyűlésekben zendülés veszélyét látták.

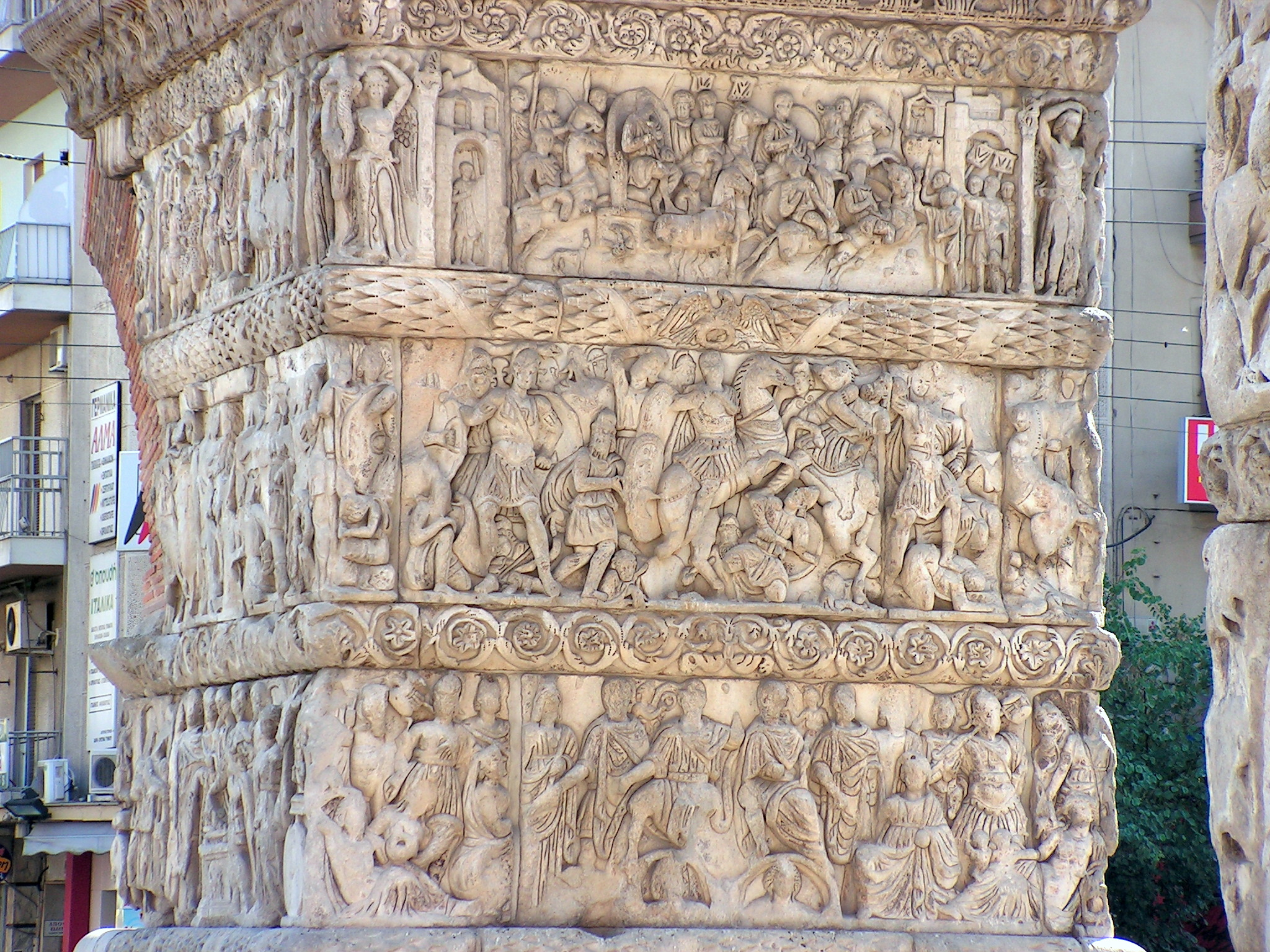
Galerius diadalívének egy részlete Szalonikiben

305-ben Diocletianus és Maximianus lemondásával Galerius és Constantius megkapták az augustus címet, azaz ők lettek a Római Birodalom császárai. Galeriusnak ezen felül sikerült elérnie, hogy a caesar címet Flavius Valerius Severus, illetve Maximinus Daia kapják meg. Severus hűséges hívének számított, Maximinus pedig az unokaöccse volt. Galerius tehát joggal remélhette, hogy Constantius halála után ő lehet a Római Birodalom legbefolyásosabb személyisége. Az a tény is segíteni látszott ezt az elképzelést, hogy Constantius fia, Constantinus Galerius udvarában volt vendégként.
Azonban a tervei meghiúsultak, amikor Constantinust Eboracumban apja váratlan halála után csapatai azonnal augustusszá kiáltották ki, illetve amikor ennek hírére Maximianus fia, Maxentius is augustusnak deklarálta magát Italiában.
Miután 307 sikertelenül próbálta meg Italiát visszafoglalni, barátját, Liciniust választotta meg augustusszá, és saját ambícióiról lemondva visszavonult Felix Romuliana városába (a mai Gamzigrad mellett, Szerbiában), amit ő építtetett anyja, Romula tiszteletére, és hátralevő éveit annak szentelte, "hogy a kedvteléseinek éljen és hogy a köz hasznára legyen".
Galerius ragaszkodott ahhoz, hogy kiadják az utolsó ediktumot, ami a keresztények üldözését még egyszer elrendelte 303. február 24-én, és az elnyomás politikáját fenn is tartotta egészen a vallásokkal szembeni általános toleranciát meghirdető, 311 áprilisában Nicomediában kiadott ediktum megjelenéséig, ami azonban már akkor jelent meg, amikor ő már a betegsége végső stádiumában volt. Az ediktumot nemcsak a saját nevében adta ki, hanem egyben Licinius és Constantinus nevében is, ezért elképzelhető, hogy ennek kiadásában már az ő befolyásuk játszott szerepet. Ez az ediktum jelentette a hivatalos keresztényüldözés végét a birodalomban.

## Lactantius történelmet formál
Lactantius (240–320 k.) szerint Galerius igazi daciai identitástudatról tett tanúbizonyságot, amikor azt javasolta, hogy a birodalmat nem rómainak, hanem inkább daciainak kellene nevezni – kifejezve ezzel római-ellenességét, amikor a hatalom csúcsára ért, és egyben könyörtelen kegyetlenséggel kezelve a római polgárokat, valahogy úgy, ahogy a hódítók kezelték a meghódítottakat, amikor Traianus két évszázaddal korábban meghódította Daciát. Lactantius azonban a történetírás egyik legelfogultabb személyisége. Az I. Constantinust megelőző uralkodókról beszélve gyakran csúsztat, ferdít, elhallgat, sőt konkrétan hazudik. Mindent elkövet, hogy a nemkeresztény uralkodók rossz fényben tűnjenek fel. Így Galerius esetében is a más egykorú források egyáltalán nem mondanak ilyesmiket róla, azonban azok sajnos olyan töredékesek, hogy nem lehet pontról-pontra összevetni vele. A perzsa háború esetén például nem tudja elhallgatni a nagy jelentőségű győzelmet, amit Galerius aratott, de sietve hozzáteszi, hogy Galerius csak azért győzhetett, mert tőrbe csalta ellenségét, valamint mert a perzsák nehézkesen mozogtak. Ugyanitt azt állítja, hogy Diocletianus ezalatt gyáván a hátországban húzódott meg, amit nem tekinthetünk igaznak, mivel Diocletianus ekkor Syriában Galerius csapatainak jobb szárnyát biztosította éppen.

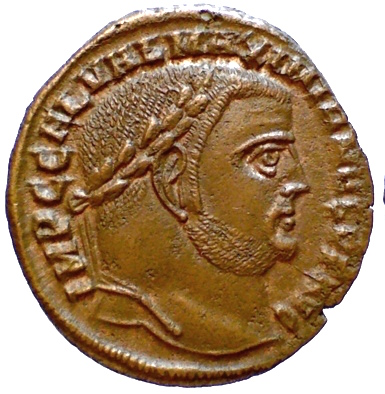
Galerius Alexandriában vert follis érméje.

Sajnálatos módon Galerius életéről épp Lactantius írásai ismereteink alapjai, ezért Galerius életének részletei — főképp a vallással és keresztényüldözéssel kapcsolatosak — csak nagyon alapos forráskritikával közelíthetők meg, és valódi mivoltuk talán már sosem lesz kideríthető.

## Halála
Galerius 311. május 5-én halt meg hosszan tartó, rendkívül fájdalmas, Eusebius és Lactantius szerint szörnyű tünetekkel járó, undorító betegségben. Korábban ezt rákos daganatnak vélték, azonban a legújabb kutatások a kórt már Fournier-gangrénaként azonosítják. Galerius halálával a Diocletianus által életre hívott tetrarchia intézménye is végérvényesen átalakult.
Rotunda jellegű mauzóleuma Thessalonikiben áll.

## Lásd még
- Pannonia Valeria
- Pécs
- Sió